# 吳偉仁
吴伟仁（1953年10月—），男，四川平昌人，中国探月工程总设计师，深空探测实验室主任。

## 生平
吴伟仁是四川省平昌县得胜镇人。1975年获推荐进入中国科学技术大学无线电专业学习，1978年毕业。2004年毕业于华中科技大学，获控制科学与工程工学博士学位。西北工业大学管理科学与工程专业博士。
1998年7月至2008年8月，吴伟仁出任国防科学技术工业委员会科技司副司长、司长兼国防科技工业中长期科技规划办公室主任。2008年8月，吴伟仁在国家国防科技工业局探月与航天工程中心任中国探月工程总设计师。2010年，接替孙家栋，出任中国探月工程总设计师。2016年6月，吴伟仁当选中国科学技术协会第九届全国委员会常务委员。2018年1月，当选第十三届全国政协委员。
2022年，受聘担任深空探测实验室主任。

## 荣誉
- 2013年11月，国际宇航科学院院士。
- 2015年12月、中国工程院信息与电子工程学部院士。[8]

## 奖项
- 1991年、某遥测数据处理系统、国家科技进步三等奖
- 1995年、某实时计算机遥测系统、国家科技进步一等奖
- 2004年、某运载火箭工程、国家科技进步特等奖
- 2007年、空间信息传输安全研究、国家科技进步二等奖
- 2012年、嫦娥二号工程、国家科技进步特等奖
- 2016年、嫦娥三号工程、国家科技进步一等奖
- 2020年、嫦娥四号工程、国家科技进步特等奖